# Змеев, Данила Семёнович
Данила Семёнович Змеев — дворянин московский и воевода во времена правления Михаила Фёдоровича.
Из дворянского рода Змеевых. Сын Семёна Авксентьевича Змеева.

## Биография
Жилец (1613), участвовал во 2-м посольстве от Земского собора к Михаилу Фёдоровичу Романову перед прибытием его в Москву, во главе посольства был князь Иван Михайлович Воротынский. Воевода в Шуе (1620—1621). Дворянин московский (1627—1640). В день Светлого Христова Воскресения видел царские очи в комнате (1631). Воевода на Белоозере (1632). Дневал и ночевал на государевом дворе в числе других дворян (1636 и 1641). Пристав у Мустафы Чеуша — брата турецкого посланника, убитого черкасами в степи, по пути в Москву (1642).

## Семья
Женат на Аграфене Ивановне Нарышкиной, родной тётке царицы Натальи Кирилловны, тем самым породнился с царским родом, от брака с которой имел единственного сына:
- Змеев Семён Данилович — стольник и воевода, погиб под Волонью (1661).